# Allied Air Command
L'Allied Air Command costituisce il comando centrale delle forze aeree NATO ed è alle dipendenze dell'Allied Joint Force Command Naples e Allied Joint Force Command Brunssum e dell'Allied Command Operations (Comando operazioni Alleate), braccio operativo del Supreme Headquarters Allied Powers Europe (Quartier generale supremo delle potenze alleate in Europa). Il comando ha sede presso la Ramstein Air Base, Germania.

## Storia
Istituito originariamente nel 1974 come Comando Alleato Forze aeree del centro-europa, ha svolto le funzioni di comando e controllo delle forze aeree NATO nelle regioni della Germania Ovest e poi Germania Federale, Belgio, Paesi Bassi, Lussemburgo, Danimarca, Polonia, Repubblica Ceca, Bulgaria, Lituania, Estonia, Lettonia, Slovacchia, Slovenia, Romania.

## Ruolo
L'Aircom è stato creato per assicurare l'interoperabilità delle forze aeree della Nato e per fornire il comando complesso di eventuali operazioni aeree su larga scala. Dipende funzionalmente dai due comandi operativi strategici Allied Joint Force Command Naples e Allied Joint Force Command Brunssum.
Il Comando è affidato ad un generale della United States Air Force, che serve contemporaneamente come comandante delle forze aeree USA in Europa, comandante della difesa aerea e del controllo aerospaziale NATO in Europa.
Presso il Comando Aereo Alleato è attivo il NATO Integrated Air and Missile Defence System composto da:
- NATO Air Command and Control System che si avvale del Combined Air Operations Centre Uedem, del Combined Air Operations Centre Torrejon e del Deployable Air Command and Control System.
- NATO missile defence system che si avvale dell'Aegis Ashore Missile Defence Site Deveselu, della base radar di Malatya e di 4 cacciatorpediniere lanciamissili classe Arleigh Burke della US Navy, che imbarcano l'Aegis Ballistic Missile Defense System, stanziati a Rota (Spagna).

Lo Staff di comando:
- Comandante: Tenente generale Franc Gorenc, United States Air Force Stati Uniti d'America
- Vice Comandante: Tenente generale Dominique de Longvilliers, Armée de l'air, Francia
- Capo di Stato maggiore: Generale di Divisione Aerea Claudio Gabellini, Aeronautica Militare, Italia
- Sottocapo di Stato maggiore-operazioni: Brigadier generale Kevin Huyck, United States Air Force, Stati Uniti d'America
- Sottocapo di Stato maggiore-piani: Brigadier generale Mehmet Yalinalp, Türk Hava Kuvvetleri, Turchia
- Sottocapo di Stato maggiore-supporti: Brigadier generale Jayne Millington, Royal Air Force, Regno Unito
- Sottufficiale di corpo: Luogotenente Duncan Hide, Royal Air Force, Regno Unito